# Adinandra caudata
Adinandra caudata är en tvåhjärtbladig växtart som beskrevs av François Gagnepain. Adinandra caudata ingår i släktet Adinandra och familjen Pentaphylacaceae. Inga underarter finns listade i Catalogue of Life.